# Carolina Beach
Carolina Beach est une ville américaine située dans le comté de New Hanover dans l'État de Caroline du Nord. En 2010, sa population était de 5 706 habitants.

## Démographie
| 1930 | 1940 | 1950  | 1960  | 1970  | 1980  |
| ---- | ---- | ----- | ----- | ----- | ----- |
| 95   | 637  | 1 080 | 1 192 | 1 663 | 2 000 |

| 1990  | 2000  | 2010  | - | - | - |
| ----- | ----- | ----- | - | - | - |
| 3 630 | 4 701 | 5 706 | - | - | - |

## Source de la traduction
- (en) Cet article est partiellement ou en totalité issu de l’article de Wikipédia en anglais intitulé « Carolina Beach, North Carolina » (voir la liste des auteurs).